# 钓鱼岛真相
《钓鱼岛真相》（英語：Diaoyu Islands: The Truth）是2014年3月11日在美国加利福尼亚州洛杉矶上映的纪录片，导演克里斯蒂·尼比，讲述了日本侵占钓鱼岛的来龙去脉。

## 剧情
钓鱼岛所有权的合法性存在争议，是中日之间的心结，因第二次世界大战中中国是弱国，历史领土存在被侵占的现象。1969年，联合国亚洲及远东经济委员会报告称，钓鱼岛可能拥有丰富的自然资源。从此，钓鱼岛主权之争便风起云涌。

## 评价
《人民日报》发表丁建庭的文章《“钓鱼岛真相”让世界了解真相》指出该片发出了客观公正的声音。
豆瓣评分7.5分。